# Russmedia

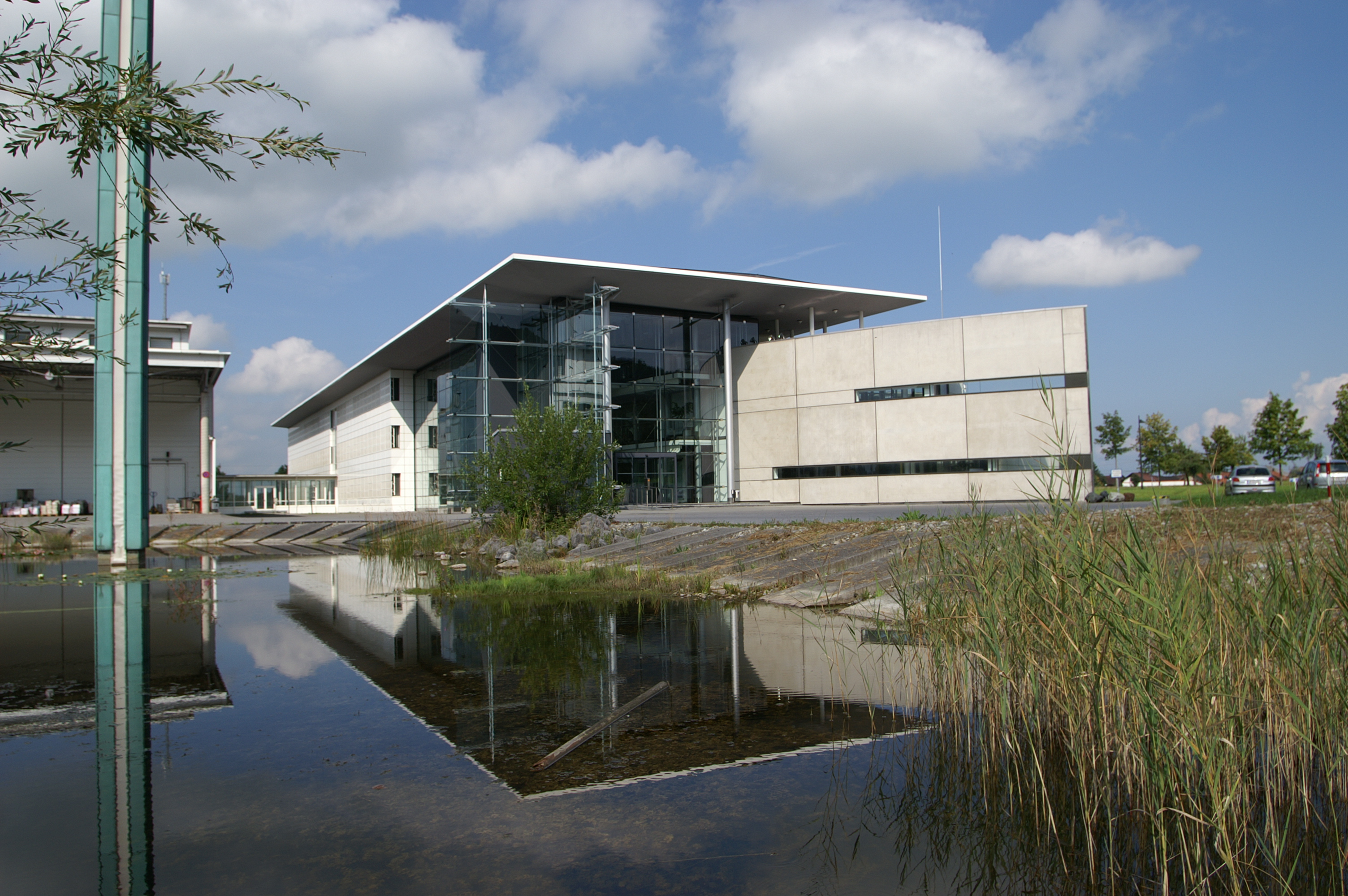
Russmedia-Hauptsitz in Schwarzach

Russmedia (bis 2012 Vorarlberger Medienhaus) ist ein international tätiges Medienunternehmen. Die Wurzeln liegen in einer lokalen Buchdruckerei und einem Verlag in Bregenz, Vorarlberg. Russmedia fungiert als Dachmarke, unter der verschiedene Medien herausgegeben werden. Der Hauptsitz des Unternehmens liegt in Schwarzach. Weitere Standorte befinden sich in Wien (Österreich), in Deutschland, Ungarn, Rumänien und Großbritannien. Das Unternehmen beschäftigt 2025 international nach eigenen Angaben 1.000 Mitarbeiter in verschiedenen Geschäftsfeldern an 19 europäischen Standorten.

## Geschichte

### Die erste Hälfte des 20. Jahrhunderts
Am 14. Juli 1919 erwarb Eugen Ruß (1877–1962) die Buchdruckerei und damit auch den Verlag der Vorarlberger Landeszeitung, der Vorgängerin der Vorarlberger Nachrichten. Die Firma übersiedelte 1929 in die Bregenzer Kirchstraße, wo Ruß das ehemalige Gasthaus Rose zu einer Druckerei umbauen ließ. Nachdem die Zeitung 1938 von den Nationalsozialisten verboten worden war, erschien am 16. November 1945 die erste unabhängige Ausgabe der Vorarlberger Nachrichten. Die Buchdruckerei Ruß war wieder Herausgeber und Verleger. Neben Eugen Ruß war nun auch dessen Sohn Toni Ruß als Chefredakteur im Unternehmen tätig.

### 1950 bis 1980
Im Jahr 1954 erwarb Eugen Ruß die erste Zweifarbenmaschine. Sechs Jahre später startete der Bau der Offsetdruckerei in Lochau. Am 27. August 1962 starb Ruß und hinterließ das größte grafische Unternehmen in Vorarlberg. Sein Sohn, Toni Russ, übernahm die Leitung des Unternehmens. Nach sieben Jahren an der Unternehmensspitze verstarb er und seine Ehefrau Rosa Russ wurde Herausgeberin, sein Schwager Richard Kempf kaufmännischer Leiter. Im darauffolgenden Jahr wurde zum ersten Mal der Toni-Russ-Preis vergeben.

### 1980er Jahre
Nachdem Eugen A. Russ, Sohn von Toni Russ, bereits zwei Jahre im Unternehmen tätig war, wurde er 1983 Geschäftsführer und Chefredakteur der Vorarlberger Nachrichten. Nach 65 Jahren mit einer Marke kam 1984 mit dem Kauf der Wochenzeitung Wann&Wo eine zweite hinzu. 1987 waren die Vorarlberger Nachrichten die erste Tageszeitung, die per Desktop-Publishing produziert wird und die erste Zeitung in Europa, die Infografiken einsetzte. 1988 wurde das Druckverfahren auf Offsetdruck umgestellt und 1992 die Technik Computer to Plate umgesetzt, als erster Zeitungsdrucker weltweit.

### 1990er Jahre
1990 kam mit der Neue Vorarlberger Tageszeitung eine dritte Marke hinzu. Ab 1993 wurden die Zeitungen auf der neuen Geoman Nr. 1-Druckmaschine produziert. Mit dieser Maschine wurde die VN als erste vierfarbig gedruckte Tageszeitung der Welt erstellt. Ab 1995 war das Unternehmen Internetprovider sowie Portalbetreiber und im selben Jahr ging das erste regional ausgerichtete News-Portal VOL.AT online. Zwei Jahre später kamen die Bereiche Breitband-Internet und Kabel-TV hinzu, welche das Unternehmen für Vorarlberger Kunden anbietet. 1998 startete Russmedia Antenne Vorarlberg als ersten landesweiten Privatradiosender in Vorarlberg. Außerhalb Österreichs ist das Unternehmen in Ungarn und Rumänien mit einer Schwestergesellschaft (Inform Media) tätig, von der ab 1998 100 Prozent der Anteile übernommen wurden. Das Portfolio der Inform Media umfasste anfangs Printmedien, inzwischen auch Online-Portale.

### 2000er Jahre
In Ungarn und Rumänien kamen eine Vielzahl an Online-Portalen hinzu. 2003 gründete die Inform Media in Rumänien eine neue Zeitung, kaufte zwei weitere und errichtete eine Offsetdruckerei. 2005 erfolgte mit dem Kauf des süddeutschen Quoka-Verlags mit Sitz in Lampertheim der erste Schritt nach Deutschland. 2006 wurden die Vorarlberger Nachrichten auf dem 59. Weltkongress der Zeitungen in Moskau als „Newspaper of the Year 2006“ ausgezeichnet. In Vorarlberg kamen mehrere Online-Portale dazu, zu den Themen Job, Immobilien und Auto.

### Ab 2010
Mit VOLmobil gelang es dem Unternehmen, als erster regionaler Anbieter ins Mobilfunkgeschäft einzusteigen. Im selben Jahr erschien die VOL.AT News-Portal-App als erste deutschsprachige News-App. Ein Jahr darauf wurden die Vorarlberger Nachrichten als E-Paper für das iPad angeboten. Ein weiterer Schritt in Richtung Internationalisierung stellte 2011 die Übernahme des weltweit größten Online-Marktplatzes für Mietartikel – erento.com – dar. Im selben Jahr erschien die erste Ausgabe des regionalen Gesellschaftsmagazins Die Vorarlbergerin. 2012 wurde Russmedia Digital erster Vertriebspartner von Google AdWords in Österreich.

## Medien Print und Online
Russmedia betreibt europaweit eine Vielzahl von Online- und Printprodukten. Im Jahr 2013 waren es in Summe 8 Tageszeitungen, 80 Wochenzeitungen und über 100 Online-Portale.

### Österreich
Kernprodukt von Russmedia ist die Tageszeitung Vorarlberger Nachrichten. Nach dem Aufkauf der konkurrierenden Printmedien Wann&Wo und Neue Vorarlberger Tageszeitung in den 1980er Jahren gehören mehrere Print-Medien zu Russmedia. Wann&Wo wurde 2024 eingestellt.
Zusätzlich wird der Online-Bereich kontinuierlich ausgebaut und erweitert. Portale in Österreich sind das in Vorarlberg führende regionale News-Portal Vorarlberg Online (VOL.at), weitere Newsportale wie etwa Vienna Online (vienna.at). Darüber hinaus gehören themenspezifische Portale zu Russmedia, wie etwa laendleimmo.at, laendlejob.at und laendleauto.at in Vorarlberg. Zudem gehört der Vermarkter austria.com/plus zum Portfolio von Russmedia. Dieses Team vermarktet neben den eigenen Portalen, andere Bundesländermedien wie die Tiroler Tageszeitung, die Salzburger Nachrichten, Oberösterreichische Nachrichten, uvm.
2016 wurde im Rahmen der Digital News Initiative (DNI) ein zukunftsträchtiges Verlagsprojekt der Russmedia durch Google finanziert, welches auf den verhaltensökonomischen Erkenntnissen des Zürcher Wirtschaftsprofessors Ernst Fehr und den Beratungserkenntnissen der Wirtschafts- und Unternehmensberatung FehrAdvice & Partners basiert.
Auf dem Privatradiosektor wurde der Sender Antenne Vorarlberg etabliert.

### Deutschland
In Deutschland ist Russmedia ausschließlich im Online-Bereich tätig und betreibt eine Vielzahl an Online-Marktplätzen. Die größten sind Quoka und erento, weitere sind mascus, pferde.de und traumhochzeiten.com.

### Ungarn/Rumänien
In Ungarn und Rumänien werden mehrere Online-Marktplätze betrieben. Grundsätzlich werden in Österreich funktionierende Geschäftsmodelle auch in Ungarn und Rumänien verwendet. 2017 wurden die ungarischen Zeitungen verkauft.

### Großbritannien
2012 wurde das erste Büro (Portal erento) von Russmedia in Großbritannien eröffnet.

## Telekommunikationsanbieter
Mit dem Privattelefonanbieter VOLmobil und 1036hallo! existiert auch im Bereich der Telekommunikation ein Angebot der Russmedia. Als Internetprovider gehört die Marke highspeed Internet dazu. Zudem bietet dieses auch Call-Center-Dienste an. Im Dornbirner Messepark betreibt das Unternehmen die Buchhandlung „Das Buch“.

## Geschäftsumfeld/Skandale
Unübersehbar ist die starke Marktmacht des Medienhauses: sämtliche Vorarlberger Tageszeitungen, diverse Vorarlberg-zentrierte Online-Angebote als auch Rundfunk (Antenne Vorarlberg) bescheren Russmedia den Ruf, ein vorarlbergweiter Monopolist zu sein.
Die personelle Verquickung zwischen ÖVP-Fraktion im Vorarlberger Landtag und Russmedia über die Person Jürgen Kessler wurde im Hinblick auf verdeckte Parteispenden kritisiert.

### Konkurrenten
Größter Konkurrent in Europa ist die Adevinta AG mit einer Vielzahl an Kleinanzeigen-Portalen in Europa und weltweit. Ringier-Axel-Springer ist insbesondere im deutschsprachigen Raum und Mitteleuropa sehr stark. Daneben gibt es nur noch kleinere Konkurrenten, wie Scout24.